# Hebel (Wabern)
Hebel ist ein Ortsteil der Gemeinde Wabern im nordhessischen Schwalm-Eder-Kreis. Das Dorf liegt südöstlich des Kernorts Wabern an der Efze, die etwa 2 km weiter nordnordwestlich in die Schwalm mündet. Im Ort treffen sich die Bundesstraße 254, die Landesstraße 3149 und die Kreisstraße 26.

## Geschichte
Ortsgeschichte

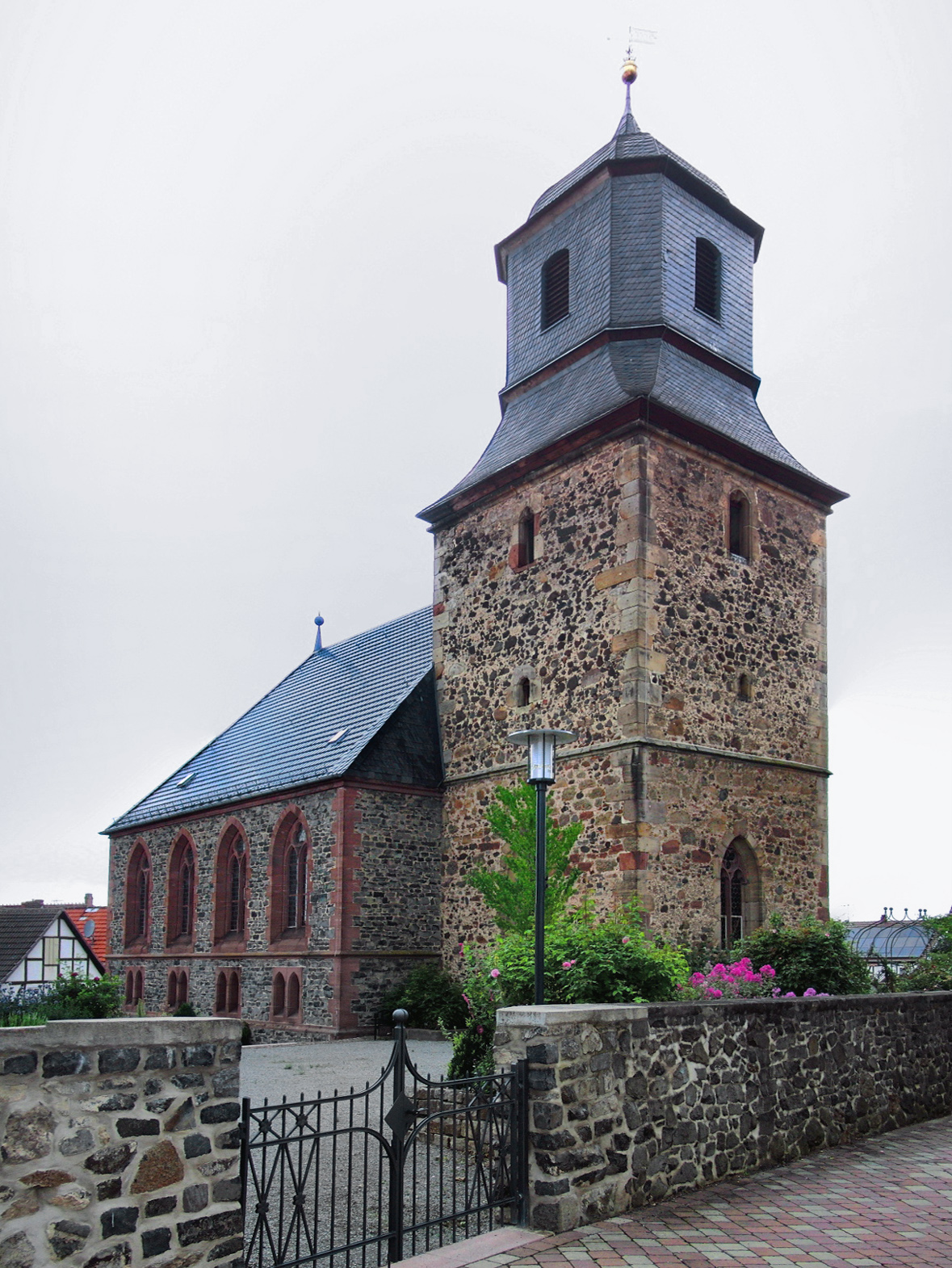
Dorfkirche

Die älteste bekannte schriftliche Erwähnung von Hebel erfolgte unter dem Namen Hebilide im Breviarium Sancti Lulli, einem Güterverzeichnis der Reichsabtei Hersfeld. Sie und wird in die Zeit 775–768 datiert.
Eine Vielzahl von weltlichen und geistlichen Herren hatte Eigentumsrechte in Hebel. Darunter waren die Klöster und Stifte Hersfeld, Fulda, Spieskappel, Fritzlar, Haina und Germerode, die Grafen von Reichenbach, die Herren von Züschen, von Grifte und von Holzheim sowie die Landgrafen von Hessen bzw. Hessen-Kassel und verschiedene Ministeriale derselben. Spätestens aber ab 1141 und bis 1613 waren die im Jahre 1521 im Mannesstamm ausgestorbenen Herren von Hebel bzw. die von ihnen abstammenden Herren von Falkenberg die tonangebenden Herren im Ort und im benachbarten Heldershausen (heute Wüstung), auch wenn sie das Dorf von den hessischen Landgrafen zu Lehen oder als Pfand hielten.
Hebel war im 15. und 16. Jahrhundert Tagungsort des landgrafschaftlichen Gerichts auf der Efze und des Gerichts auf der Schwalm.
Die Bewohner des Dorfs verdienten sich ihren Lebensunterhalt nicht nur in der Landwirtschaft, sondern auch im Bergbau und in der Eisenverarbeitung. Schon im Jahre 1567 gab es bei dem benachbarten Mardorf einen Eisenhammer, und der Eisenerzbergbau in der „Grube Hebel“ und der „Grube Mardorf“ wurde bereits 1697 von Johann Just Winkelmann und 1767 von Franz Ludwig Cancrin ausdrücklich erwähnt.
Einen etwas ungewöhnlichen Beruf hatte Jacob Pflüger aus Hebel: er ging 1797 als der letzte Reiherwärter der Kasseler Landgrafen mit einer monatlichen Pension von zwei Talern aus der landgräflichen Jagdkasse in den Ruhestand.
Hessische Gebietsreform (1970–1977)
Zum 31. Dezember 1971 fusionierten die Gemeinden Wabern, Falkenberg, Hebel, Rockshausen, Udenborn, Unshausen, Uttershausen und Zennern freiwillig zur neuen Großgemeinde Wabern. Für alle durch die Gebietsreform eingegliederten Gemeinden, sowie die Kerngemeinde Wabern, wurde je ein Ortsbezirk mit Ortsbeirat und Ortsvorsteher nach der Hessischen Gemeindeordnung eingerichtet.

## Bevölkerung
Einwohnerstruktur 2011
Nach den Erhebungen des Zensus 2011 lebten am Stichtag dem 9. Mai 2011 in Hebel 498 Einwohner. Darunter waren keine Ausländer.
Nach dem Lebensalter waren 69 Einwohner unter 18 Jahren, 204 zwischen 18 und 49, 120 zwischen 50 und 64 und 106 Einwohner waren älter. Die Einwohner lebten in 216 Haushalten. Davon waren 51 Singlehaushalte, 66 Paare ohne Kinder und 78 Paare mit Kindern, sowie 15 Alleinerziehende und 9 Wohngemeinschaften. In 42 Haushalten lebten ausschließlich Senioren und in 135 Haushaltungen lebten keine Senioren.
Einwohnerentwicklung
Gegen Ende des 16. Jahrhunderts wurden 31 Hausgesesse im Dorf gezählt, aber die Heimsuchungen des Dreißigjährigen Kriegs ab 1618 und der Pest im Jahre 1625 schlugen sich in einem drastischen Rückgang der Einwohnerzahl nieder: 1639 gab es nur noch 9 verheiratete, 1 ledigen und 3 verwitwete Hausgesesse. Um die Mitte des 18. Jahrhunderts war das Dorf dann wieder auf 56 Häuser bzw. Hausgesesse angewachsen. 1885 gab es 481 Einwohner im Ort, 1925 nur noch 444, und 1939 wieder 459. Unter den Dorfbewohnern gab es eine kleine Minderheit jüdischen Glaubens, die zur jüdischen Gemeinde im benachbarten Falkenberg gehörten: 1835 waren es 10 Personen, 1861 21, 1905 24 und 1924 17. Soweit sie nicht noch rechtzeitig ins Ausland entkommen konnten, wurden sie während der NS-Zeit umgebracht. Der Zuzug von Ausgebombten und Heimatvertriebenen nach dem Ende des Zweiten Weltkriegs resultierte in einem Anstieg der Einwohnerzahl auf 813 im Jahre 1950, ehe die Abwanderung in die Städte wieder zu einem Rückgang führte. Schon 1961 gab es nur noch 608 Einwohner, und die Zahl hat sich seitdem nicht erheblich verändert.
| Hebel: Einwohnerzahlen von 1834 bis 2020 | Hebel: Einwohnerzahlen von 1834 bis 2020 | Hebel: Einwohnerzahlen von 1834 bis 2020 | Hebel: Einwohnerzahlen von 1834 bis 2020 | Hebel: Einwohnerzahlen von 1834 bis 2020 |
| --- | ---------------------------------------- | ---------------------------------------- | ---------------------------------------- | ---------------------------------------- |
| Jahr |                                          |                                          |                                          | Einwohner                                |
| 1834 | 1834                                     |                                          | 468                                      | 468                                      |
| 1840 | 1840                                     |                                          | 468                                      | 468                                      |
| 1846 | 1846                                     |                                          | 466                                      | 466                                      |
| 1852 | 1852                                     |                                          | 483                                      | 483                                      |
| 1858 | 1858                                     |                                          | 428                                      | 428                                      |
| 1864 | 1864                                     |                                          | 442                                      | 442                                      |
| 1871 | 1871                                     |                                          | 458                                      | 458                                      |
| 1875 | 1875                                     |                                          | 458                                      | 458                                      |
| 1885 | 1885                                     |                                          | 481                                      | 481                                      |
| 1895 | 1895                                     |                                          | 452                                      | 452                                      |
| 1905 | 1905                                     |                                          | 474                                      | 474                                      |
| 1910 | 1910                                     |                                          | 453                                      | 453                                      |
| 1925 | 1925                                     |                                          | 444                                      | 444                                      |
| 1939 | 1939                                     |                                          | 459                                      | 459                                      |
| 1946 | 1946                                     |                                          | 799                                      | 799                                      |
| 1950 | 1950                                     |                                          | 813                                      | 813                                      |
| 1956 | 1956                                     |                                          | 680                                      | 680                                      |
| 1961 | 1961                                     |                                          | 608                                      | 608                                      |
| 1967 | 1967                                     |                                          | 582                                      | 582                                      |
| 1980 | 1980                                     |                                          | ?                                        | ?                                        |
| 1990 | 1990                                     |                                          | ?                                        | ?                                        |
| 2000 | 2000                                     |                                          | ?                                        | ?                                        |
| 2006 | 2006                                     |                                          | 510                                      | 510                                      |
| 2011 | 2011                                     |                                          | 498                                      | 498                                      |
| 2015 | 2015                                     |                                          | 500                                      | 500                                      |
| 2020 | 2020                                     |                                          | 484                                      | 484                                      |
| Datenquelle: Historisches Gemeindeverzeichnis für Hessen: Die Bevölkerung der Gemeinden 1834 bis 1967. Wiesbaden: Hessisches Statistisches Landesamt, 1968. Weitere Quellen: LAGIS; Gemeinde Wabern, Zensus 2011 |                                          |                                          |                                          |                                          |

Historische Religionszugehörigkeit
| Quelle: Historisches Ortslexikon |                                                                                             |
| • 1861:                          | 424 evangelisch-reformierte, 21 jüdische Einwohner                                          |
| • 1885:                          | 468 evangelische (= 97,30 %), ein katholischer (= 0,21 %), 12 jüdische (= 2,46 %) Einwohner |
| • 1961:                          | 541 evangelische (= 88,98 %), 65 katholische (= 10,69 %) Einwohner                          |

Historische Erwerbstätigkeit
| • 1961 | Erwerbspersonen: 109 Land- und Forstwirtschaft, 119 Produzierendes Gewerbe, 39 Handel und Verkehr, 29 Dienstleistungen und Sonstiges |